# Kōji Nakajima
Kōji Nakajima (jap. 中島 浩司, Nakajima Kōji; * 20. August 1977 in der Präfektur Osaka) ist ein ehemaliger japanischer Fußballspieler.

## Karriere
Nakajima erlernte das Fußballspielen in der Schulmannschaft der Sendai Ikuei High School. Seinen ersten Vertrag unterschrieb er 1996 bei den Brummel Sendai (heute: Vegalta Sendai). Der Verein spielte in der zweithöchsten Liga des Landes, der Japan Football League. 2001 wurde er mit dem Verein Vizemeister der J2 League und stieg in die J1 League auf. Für den Verein absolvierte er 83 Spiele. 2001 wechselte er zum Ligakonkurrenten JEF United Ichihara (heute: JEF United Chiba). 2005 und 2006 gewann er mit dem Verein den J.League Cup. Für den Verein absolvierte er 96 Erstligaspiele. 2009 wechselte er zum Ligakonkurrenten Sanfrecce Hiroshima. Mit dem Verein wurde er 2012 und 2013 japanischer Meister. Für den Verein absolvierte er 99 Erstligaspiele. Ende 2013 beendete er seine Karriere als Fußballspieler.

## Erfolge
JEF United Chiba
- J.League Cup: 2005, 2006

Sanfrecce Hiroshima
- J1 League: 2012, 2013

- Japanischer Supercup: 2013

- J.League Cup: 2010 (Finalist)

- Kaiserpokal: 2013 (Finalist)